# Emacs-w3m
Emacs-w3m is een webbrowser die gebruikt wordt als plug-in voor Emacs-teksteditors bedoeld voor programmeurs. Er kan tekst mee worden bekeken en bewerkt, maar afbeeldingen, geluid en video's worden niet ondersteund. Emacs-w3m maakt intern gebruik van w3m, waarmee enkel tekst kan worden bekeken (niet bewerkt). Emacs en w3m moeten geïnstalleerd zijn opdat emacs-w3m zou werken. Het is mogelijk de HTML-broncode van een website te bewerken via Emacs, alsook om een lokaal opgeslagen HTML-bestand te bekijken alsof het op een website zou staan (designmodus).
Het emacs-w3m-team bestaat voornamelijk uit Japanse ontwikkelaars. De hoofdontwikkelaar, Katsumi Yamaoka, beschikt over uitstekende kennis van GNU Emacs Lisp, de taal waarin het programma geschreven is. Ook Dan Jidanni Jacobson is een belangrijk figuur bij de ontwikkeling van Emacs-w3m.
E-macs-w3m wordt vrijgegeven onder de GPL en is bijgevolg vrije software en opensourcesoftware.